# Boehmeria pannosa
Boehmeria pannosa là loài thực vật có hoa trong họ Tầm ma. Loài này được Nakai & Satake ex Oka mô tả khoa học đầu tiên năm 1936.